# Hugo I van Bourgondië
Hugo I van Bourgondië (1057 - 29 augustus 1093) was hertog van Bourgondië van 1076 tot 1079.
Hugo was een zoon van Hendrik van Bourgondië en kleinzoon van hertog Robert I. Hij erfde Bourgondië van zijn grootvader, na de voortijdige dood van Hendrik. Hij trouwde met Sybille van Nevers, die in 1078 zou komen te overlijden, maar had voor zover bekend geen nakomelingen. Hij bevocht kortelings de Moren op het Iberisch Schiereiland samen met Sancho I van Aragón. Hij deed kort daarop, in november of oktober 1079 troonsafstand ten voordele van zijn broer Odo I van Bourgondië.
Hugo trok zich terug in een klooster, legde de geloften af als een monnik en werd later prior van de Benedictijnenabdij van Cluny, waar hij in 1093 stierf en werd begraven.

## Voorouders
| Voorouders van Robert I van Bourgondië | Voorouders van Robert I van Bourgondië                                      | Voorouders van Robert I van Bourgondië                                      | Voorouders van Robert I van Bourgondië                                      | Voorouders van Robert I van Bourgondië                                      | Voorouders van Robert I van Bourgondië     | Voorouders van Robert I van Bourgondië     | Voorouders van Robert I van Bourgondië     | Voorouders van Robert I van Bourgondië     |
| -------------------------------------- | --------------------------------------------------------------------------- | --------------------------------------------------------------------------- | --------------------------------------------------------------------------- | --------------------------------------------------------------------------- | ------------------------------------------ | ------------------------------------------ | ------------------------------------------ | ------------------------------------------ |
| Overgrootouders                        | Robert II van Frankrijk (972-1031) ∞ 1003 Constance van Arles (1086-1034)   | Robert II van Frankrijk (972-1031) ∞ 1003 Constance van Arles (1086-1034)   | Dalmas van Sémur (980-1048) ∞ Aremburge van Bourgogne (-1026)               | Dalmas van Sémur (980-1048) ∞ Aremburge van Bourgogne (-1026)               | ? (-) ∞ ? (-)                              | ? (-) ∞ ? (-)                              | ? (-) ∞ ? (-)                              | ? (-) ∞ ? (-)                              |
| Grootouders                            | Robert I van Bourgondië (1011-1076) ∞ Helia van Sémur-Brionnais (1086-1034) | Robert I van Bourgondië (1011-1076) ∞ Helia van Sémur-Brionnais (1086-1034) | Robert I van Bourgondië (1011-1076) ∞ Helia van Sémur-Brionnais (1086-1034) | Robert I van Bourgondië (1011-1076) ∞ Helia van Sémur-Brionnais (1086-1034) | ? (-) ∞ ? (-)                              | ? (-) ∞ ? (-)                              | ? (-) ∞ ? (-)                              | ? (-) ∞ ? (-)                              |
| Ouders                                 | Hendrik van Bourgondië (1035-1066) ∞ ? (-)                                  | Hendrik van Bourgondië (1035-1066) ∞ ? (-)                                  | Hendrik van Bourgondië (1035-1066) ∞ ? (-)                                  | Hendrik van Bourgondië (1035-1066) ∞ ? (-)                                  | Hendrik van Bourgondië (1035-1066) ∞ ? (-) | Hendrik van Bourgondië (1035-1066) ∞ ? (-) | Hendrik van Bourgondië (1035-1066) ∞ ? (-) | Hendrik van Bourgondië (1035-1066) ∞ ? (-) |

## Referentie
- Dit artikel of een eerdere versie ervan is een (gedeeltelijke) vertaling van het artikel Hugh_I,_Duke_of_Burgundy op de Engelstalige Wikipedia, dat onder de licentie Creative Commons Naamsvermelding/Gelijk delen valt. Zie de bewerkingsgeschiedenis aldaar.